# Ria Sabay
Ria Sabay (* 26. September 1985 als Ria Dörnemann) ist eine ehemalige deutsche Tennisspielerin.

## Karriere
Sabay begann im Alter von fünf Jahren Tennis zu spielen. Sie bevorzugte dabei den Hartplatz. Im Jahr 2008 erreichte sie ihre besten Notierungen in der Weltrangliste mit Platz 347 im Einzel und Position 238 im Doppel.
Sie beendete ihre Profikarriere zugunsten eines Medizinstudiums an der Westfälischen Wilhelms-Universität in Münster. Die mittlerweile vierfache deutsche Tennis-Hochschulmeisterin im Einzel spielte früher auch in der Bundesliga, für den TC Union Münster tritt sie in der 2. Bundesliga an.
Am 23. Oktober 2010 nahm Sabay an der Fernseh-Spielshow Schlag den Raab teil. Sie ist die einzige Frau in der Geschichte der Show, die dort kein einziges Spiel gewinnen konnte.

## Turniersiege

### Doppel
| Nr. | Datum              | Turnier   | Kategorie   | Belag             | Partnerin          | Finalgegnerinnen                    | Ergebnis      |
| --- | ------------------ | --------- | ----------- | ----------------- | ------------------ | ----------------------------------- | ------------- |
| 1.  | 19. März 2006      | Sheffield | ITF $10.000 | Hartplatz (Halle) | Andrea Sieveke     | Melissa Berry Lindsay Cox           | 7:63, 6:3     |
| 2.  | 3. September 2006  | Istanbul  | ITF $10.000 | Hartplatz         | Emily Webley-Smith | Irina Khatsko Marija Malkhasyan     | kampflos      |
| 3.  | 24. September 2006 | Tbilisi   | ITF $10.000 | Hartplatz         | Xenija Palkina     | Varvara Galanina Ljudmila Nikojane  | 6:4, 3:6, 6:0 |
| 4.  | 3. Juni 2007       | Istanbul  | ITF $10.000 | Hartplatz         | Çağla Büyükakçay   | Maja Kambic Awgusta Tsybyschewa     | 6:2, 6:4      |
| 5.  | 23. September 2007 | Telawi    | ITF $25.000 | Sand              | Xenija Palkina     | Wassilissa Dawydowa Marina Shamayko | 6:2, 6:2      |